# Salto in alto da fermo
Il salto in alto da fermo è stata una specialità dell'atletica leggera, inclusa nei Giochi olimpici da Parigi 1900 a Stoccolma 1912. Si eseguiva con lo stesso principio del salto in alto, con la differenza che l'atleta doveva valicare l'asticella senza effettuare la rincorsa.

## Storia
Ray Ewry, detto "la rana umana", fu un tale specialista nei salti da fermo da risultare a tutt'oggi uno degli atleti più medagliati dell'intera storia dei Giochi olimpici.

## Medagliati ai Giochi olimpici
| Edizione         | Oro         | Argento                              | Bronzo                   |
| ---------------- | ----------- | ------------------------------------ | ------------------------ |
| Parigi 1900      | Ray Ewry    | Irving Baxter                        | Lewis Sheldon            |
| Saint Louis 1904 | Ray Ewry    | Joseph Stadler                       | Lawson Robertson         |
| Londra 1908      | Ray Ewry    | John Biller Kōnstantinos Tsiklītīras | -                        |
| Stoccolma 1912   | Platt Adams | Ben Adams                            | Kōnstantinos Tsiklītīras |

## Medagliati ai Giochi olimpici intermedi
| Edizione   | Oro      | Argento                                      | Bronzo |
| ---------- | -------- | -------------------------------------------- | ------ |
| Atene 1906 | Ray Ewry | Léon Dupont Lawson Robertson Martin Sheridan | -      |